# سانتیاگو باربوزا
سانتیاگو باربوزا (اسپانیایی: Santiago Barboza‎؛ زادهٔ ۳ اکتبر ۱۹۸۹) بازیکن فوتبال اهل اروگوئه است.
از باشگاه‌هایی که در آن بازی کرده‌است می‌توان به باشگاه ورزشی دفنسور اشاره کرد.